# Pachytodes
Pachytodes es un género de coleópteros crisomeloideos de la familia Cerambycidae. Se distribuyen por el paleártico.

## Especies
Se reconocen las siguientes:
- Pachytodes cerambyciformis
- Pachytodes cometes
- Pachytodes longipes
- Pachytodes orthotrichus